# MathOverflow
MathOverflowは数学のインタラクティブなウェブサイトであり、数学者あるいは専門的な数学に関する質問サイト、およびオンライン・コミュニティの両方として機能している。ユーザーは質問をしたり解答を投稿したり、有益だと思う質問や解答を評価したりできる。MathOverflowはStack Exchange Networkの一部である．そのためStack Exchangeと概ね同じシステムである。
MathOverflowは主に数学の研究に関する質問、すなわち未解決問題やまだよく分かっていない分野への数学の知識の拡張に関する質問をするためにあり、例えば宿題のような教育のための非数学者からの依頼は歓迎されない。数学者の間で通常議論されるであろう質問は歓迎される。例えば、出版、査読、アドバイス、終身雇用資格を得ることなどの偏向的あるいは論争的と受け取られる質問に対しては一般に不親切である。Mathematics Stack Exchangeのほうでも宿題は歓迎されていないが丁寧に聞けば答えてもらえる。分野外の質問だと判定されればmigrated questionとして他のStack Exchange、例えば歴史のほうに質問が移されることもある。User community wikiとなっているものはその解答か質問を誰でも編集できる。

## 起源と歴史
ウェブサイトは2009年11月28日にバークレーの院生とポスドク Anton Geraschenko、David Zureick-Brown、Scott Morrison によって始められた。ホスティングは Ravi Vakilによってサポートされた。サイトはもともとStackExchange 1.0ソフトウェアエンジンの別のインストール上運営していた。2013年7月25日に正規のStack Exchange Networkに統合されSE 2.0を運営している。

## 数式の使用
ウェブサイトのもともとのバージョンは数式に対してLaTeXのマークアップをサポートしていなかった。LaTeXの機能性のほとんどをサポートするためにMathJaxが、サイトが数式を適切な形に変えるために加えられた。現在の状態では、"Math Mode" を含む投稿（$ ではさまれたテキスト）は適切な数学の表記になる。

## 利用
2012年4月4日の時点で、MathOverflowには 16,496 人の登録利用者がおり、多くが合衆国 (35%)、インド (12%)、イギリス (6%) にいる。2019年4月11日現在、101,387 の質問が投稿されている。質問は平均して投稿の 3.9 時間後に答えが付き、"Acceptable" answers には平均して 5.01 時間かかる。

## 有名な数学者による評判
- テレンス・タオは "venerable newsgroup sci.math, but with more modern, 'Web 2.0' features" と述べた[7]。
- John C. Baez（英語版） は "website 'Math Overflow' has become a universal clearinghouse for math questions" と書いている[8]。
- Gil Kalai（英語版） によれば、"MathOverflow is ran 〔ママ〕 by an energetic and impressive group of very (very very) young people"[9]。
- Jordan Ellenberg（英語版） は "the website 'offers a constantly changing array of new questions' and is 'addictive' in a 'particularly pure form' と、Polymath Project（英語版）と比較しながらコメントした[10]。
- Jared Keller は The Atlantic で次のように書いている。"Math Overflow is almost an anti-social network, focused solely on productively addressing the problems posed by its users."  彼は Scott Morrison が次のように言っているのを引用している。"Mathematicians as a whole are surprisingly skeptical of many aspects of the modern Internet... In particular, things like Facebook, Twitter, etc. are viewed as enormous wastes of time."[11]